# Castillo del Lude
El castillo del Lude (en francés: Château du Lude) es un château renacentista francés en la comuna de Le Lude, departamento de Sarthe (región de Países del Loira).
Situado entre los castillos del Loira más al norte, el sitio está ocupado desde la Edad Media y se convirtió en un punto estratégico en las fronteras de las provincias históricas del Maine, Anjou y Touraine. Ocupado por los ingleses durante la guerra de los Cien Años, el castillo pasó en 1457 a propiedad de Jean Daillon, chambelán del rey Luis XI. Durante dos siglos, los Daillon trabajaron en el embellecimiento del château y transformaron la antigua fortaleza medieval en una residencia de placer. Remodelado a finales del siglo XVIII por la marquesa de la Vieuville, y un siglo más tarde por el marqués de Talhouët, el castillo del Lude es testimonio de cuatro siglos de arquitectura francesa.
Los jardines, formados por los diferentes propietarios del lugar, sirvieron como escenario de un espectáculo de son et lumière que hizo famoso a Le Lude durante casi cuarenta años. Desde principios de la década de 2000, ha sido anfitrión de numerosos eventos, como la Fiesta de los Jardineros, durante la cual se otorga el prix P.J. Redouté. El castillo del Lude tiene la etiqueta de «Jardin remarquable».

## Historia

### Los orígenes del castillo y la fortaleza medieval

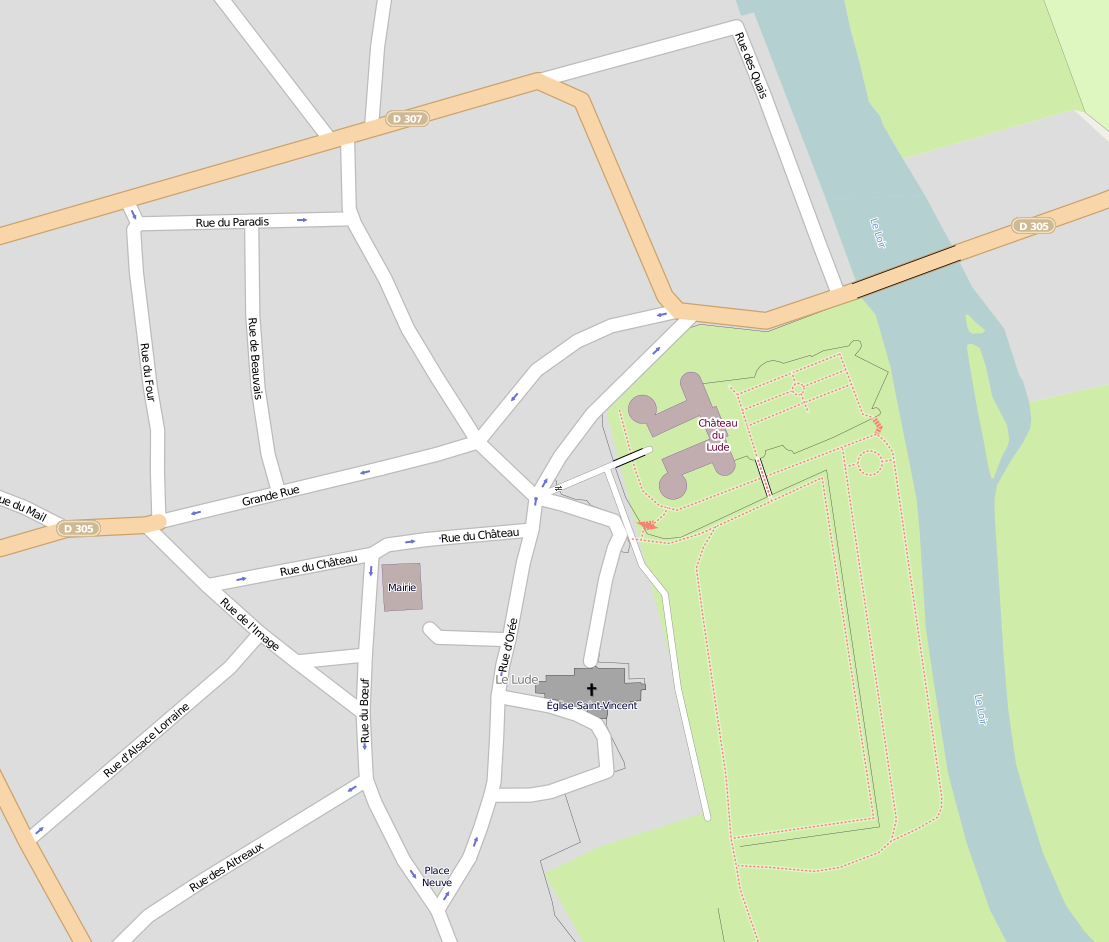
El «château du Lude» y sus alrededores.

Los orígenes del castillo del Lude se remontan a finales del siglo IX. Fue en esa época, después de las primeras incursiones vikingas en Anjou entre 853 y 873, cuando los señores locales emprendieron la construcción de fortalezas para proteger sus tierras. Así se construyó en Le Lude el fuerte de la Motte, en una ubicación estratégica en las fronteras de Maine, Anjou y Touraine. Ese castillo primitivo, construido a una centena de metros al norte del castillo actual en la orilla izquierda del río Loir, no consistía más que en una motte en la que se alzaba un donjon.
En 1027, Alain de Bretaña asedió a Fulco Nerra, conde de Anjou, en el château du Lude, el castellum lusdii, para castigar los malos tratos infligidos a su aliado Herbert Perro despierto, conde de Maine. Al no contar con las tropas necesarias para apoyar la lucha, Foulques Nerra se sometió de inmediato y devolvió las tierras, así como los rehenes que le había exigido a Herbert dos años antes durante una entrevista en Saintes
Hacia finales del siglo XIII, los cimientos de una fortaleza de mampostería se establecieron más al sur, en el sitio del castillo actual. La construcción de esta fortaleza medieval se extendió desde el siglo XIII hasta el siglo XV. Al comienzo de la Guerra de los Cien Años, importantes recursos fueron comprometidos para asegurar la defensa de la fortaleza, incluyendo la excavación de fosos, la construcción de un espolón y de murallas a lo largo del Loir. En el momento de la batalla de Pontvallain, en 1370, las tropas inglesas dirigidas por Robert Knolles fueron rechazadas dos veces en sus intentos de capturar el castillo del Lude, defendido por el capitán Guillaume Méron.
Después de la derrota del ejército francés en Verneuil en 1424, los ingleses completaron la conquista del Maine. Bajo las órdenes del conde de Warwick, tomaron el castillo del Lude en el otoño de 1425. La ocupación inglesa duró solo dos años. A finales de 1427 las tropas francesas comandadas por Ambroise de Loré, acompañado por Gilles de Rais y Jean de Bueil tomaron el castillo del Lude después de un asedio de varios días.

### Del Renacimiento alsigloXVIII

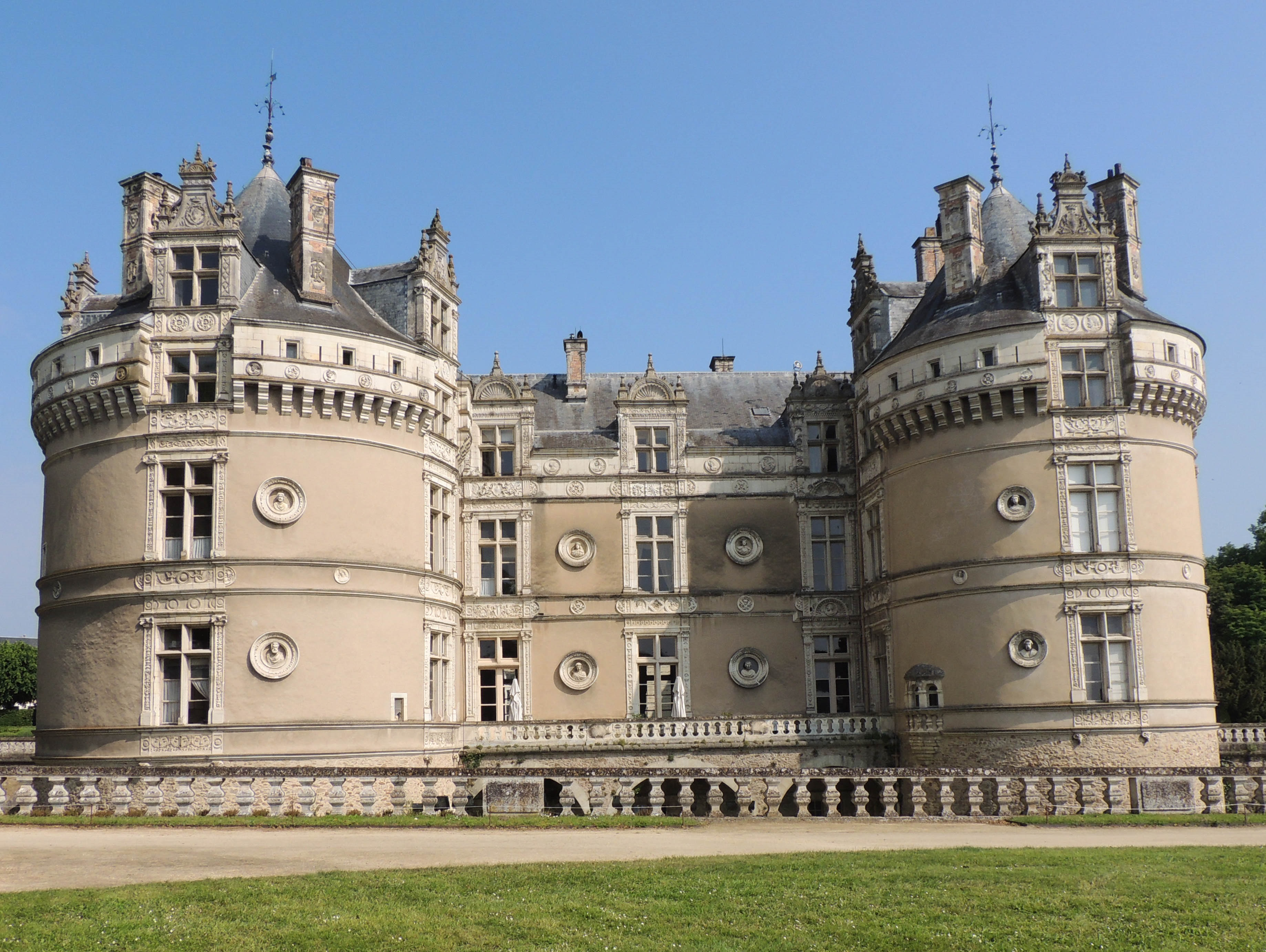
La fachada « François », del.

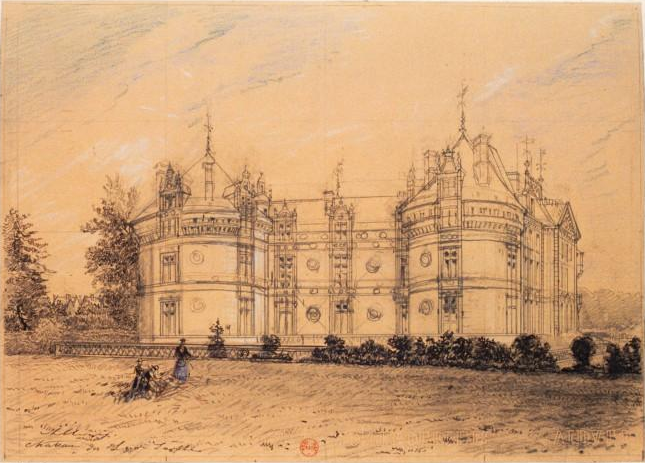
El « château du Lude » dibujado en el por Hubert Clerget.

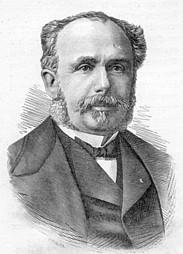
Le marquis Auguste de Talhouët-Roy.

Viniendo de una familia de Poitou, amigo de la infancia de Luis XI, Jean de Daillon (1423-1481) adquirió el castillo del Lude en 1457. Recuperado el favor del rey en 1468, Jean Daillon hizo llamar a Jean Gendrot, el arquitecto del rey René d'Anjou para examinar el daño causado a la fortaleza durante la guerra de los Cien Años y decidir sobre los trabajos de restauración que se llevarían a cabo.
Jean Gendrot llegó a Le Lude en 1479 para dirigir las obras, y se mudó a una casa cerca del castillo, ahora llamada «maison des Architectes» e inscrita como monumento histórico. El arquitecto llevó consigo una numerosa mano de obra y construyó casas para acomodarlos a lo largo de una calle que ahora se llama «rue de la Gendrottière». Gendrot renovó por completo el antiguo castillo y lo transformó en una residencia de placer de estilo renacentista francés. Las obras planificadas fueron importantes y se extendieron durante casi medio siglo. La fachada suroriental, conocida como François I, se completó entre 1520 y 1530. Jean de Daillon, propietario del sitio, murió antes del final de la obra. Su hijo Jacques lo sucedió y dirigió el proyecto hasta su finalización. La baronía de Lude fue elevada a condado por François I en mayo de 1545.
El château del Lude recibió a muchos invitados ilustres, incluyendo a los reyes Enrique IV —que asistió en 1598 en su primera procesión después de su conversión al catolicismo con motivo del Fête-Dieu— y Luis XIII en 1619. Los descendientes la familia Daillon se involucraron todos en embellecer el castillo. En 1675, la tierra del Lude fue erigida en duché-pairie, por cartas entregadas en Versalles. Henry de Daillon, teniente general de los ejércitos del rey, se convirtió en el primer duque del Lude. Fue amigo en especial de la marquesa de Sévigné, a quien recibió en el castillo del Lude. Henry de Daillon murió sin herederos en 1685. Le legó el castillo a su sobrino Antoine Gaston de Roquelaure, mariscal de Francia. Por herencia, el castillo luego recayó en los duques de Rohan, que vendieron la propiedad en 1751.

## DelsigloXVIIIalsigloXXI
Viniendo de una familia de corsarios holandeses establecidos en Saint-Malo, Joseph Julien Duvelaër, un miembro de la Compañía de las Indias Orientales, adquirió el castillo y las tierras del Lude en 1751.
Murió sin descendencia en 1785, y legó el castillo a su sobrina, la marquesa de la Vieuville, quien emprendió la restauración sometiéndola a importantes modificaciones. Fue en ese momento cuando se construyó la fachada noreste con vistas al espolón, llamada fachada Luis XVI, según los planos del arquitecto Jean-Benoît-Vincent Barré que giró la orientación del castillo de 180 grados. Aunque el castillo fue secuestrado durante la Revolución, la marquesa de la Vieuville logró conservar la propiedad. Su hija Élisabeth se casó con Louis-Céleste de Talhouët.
Después de la muerte de la marquesa el castillo pasa a la familia de Talhouët, originaria de Bretaña y cuyos miembros ejercerán altas responsabilidades políticas: Frédéric de Talhouët, hijo de Élisabeth y de Louis-Céleste, fue nombrado gran oficial de la Legión de Honor y se convirtió en presidente del conseil général de la Sarthe. Su heredero, el marqués Auguste de Talhouët-Roy, alcalde de Le Lude, diputado y luego senador del departamento de Sarthe, fue nombrado ministro de Obras Públicas en 1870.
Fue él quien comenzó, a partir de mediados del siglo XIX, gran parte de la campaña de restauración del edificio que involucró a cuatro arquitectos diferentes: Pierre-Félix Delarue, Henri Darcy, Louis Parent y Alain Lafargue. Las obras comenzaron en 1853 con la renovación de las pinturas del antiguo oratorio que databan del siglo XVI. La torre noroeste del edificio, en la que están dispuestos una sala de guardia, una biblioteca y una escalera de honor, fue realzada entre 1854 y 1855. La fachada norte, con vistas a la ciudad, fue restaurada en el estilo neogótico por el arquitecto Pierre-Félix Delarue. Por último, los trabajos de restauración de la fachada renacentista se llevaron a cabo sin modificar la composición El marqués de Talhouet, y después su hijo René, continuaron las obras de embellecimiento del castillo hasta los albores de la Primera Guerra Mundial.
En 1928, la fachada Francisco I y el oratorio se clasificaron como monumentos históricos.
El castillo siguió siendo propiedad de los Talhouët hasta la muerte de René de Talhouët, en 1948, que fue alcalde de la comuna epónima durante 56 años; su nieto René de Nicolaÿ se convirtió en su heredero, y bajo la dirección de su viuda, la princesa Pia-Maria d'Orléans-Bragance, nació en 1958 uno de los primeros espectáculos son et lumière de Francia, que hará famoso a Le Lude hasta su última representación en 1995. El castillo, su sistema fortificado de espuelas y de fosos, las mamposterías y balaustradas de las terrazas, los muros de cierre del parque y todas los comunes se benefician de una inscripción en los monumentos históricos en 1992.
El castillo de Lude es ahora propiedad del conde Louis-Jean de Nicolaÿ y de su esposa Bárbara, fundadora de la «fête des Jardiniers» en 1994. En el marco de este festival, principal evento cultural del castillo organizado cada año, a principios de junio, se otorga el Premio P.J. Redouté, que recompensa a los mejores libros de jardín y de botánica en lengua francesa. Se organizan otras actividades todos los veranos, como «Journées potagères et gourmandes».

## Arquitectura

### Aspectos externos

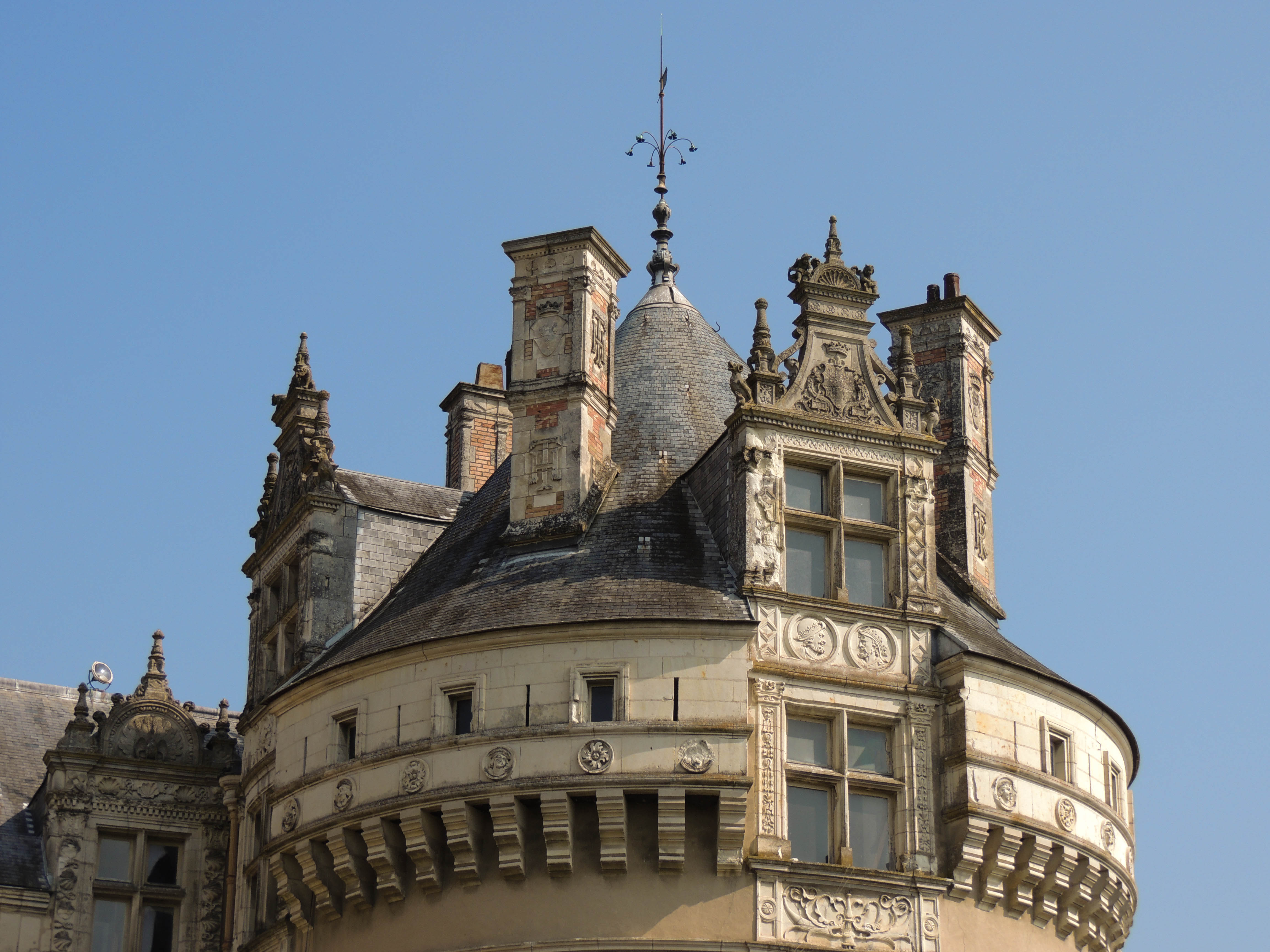
Detalle de la torre suroriental del castillo, de estilo renacentista.

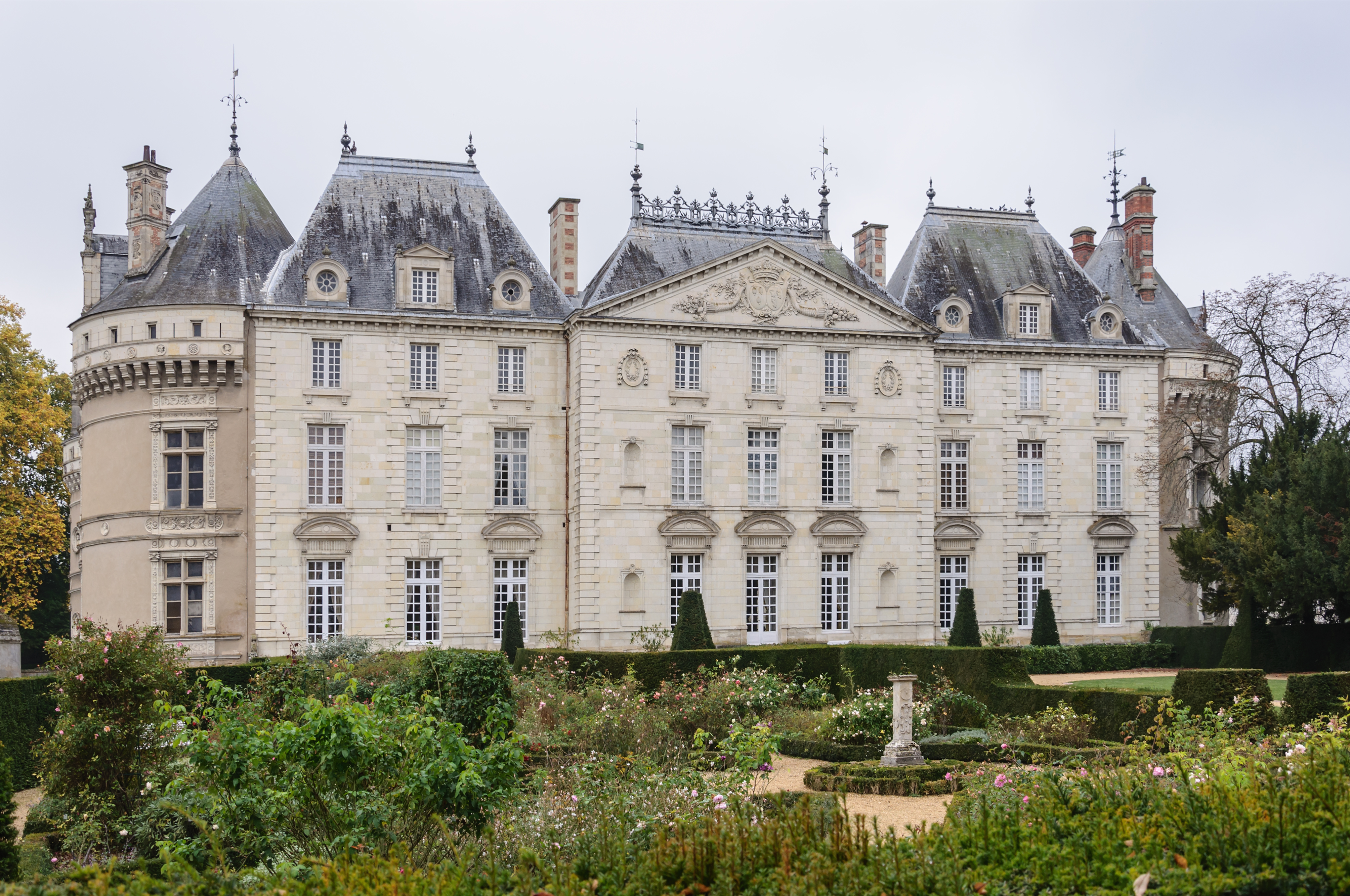
Detalle de la fachada este, de estilo neoclásico.

Por su posición en las fronteras de Maine, Anjou y Touraine, Le Lude es uno de los châteaux de la Loire más al norte. El castillo del Lude, tal como aparece hoy, consta de tres alas, enmarcadas por poderosas torres redondas, donde se mezclan el Renacimiento, el neoclásico y el neogótico, e incluso aun quedan vestigios de la fortaleza medieval. Las trazas del dispositivo defensivo erigido en la Edad Media son visibles en la parte inferior del castillo, en los fosos. El castillo se eleva en seis niveles, con una altura total de 35 m y una superficie de 2000 m2

### La fachada renacentista
El castillo del Lude sufrió modificaciones importantes en el Renacimiento, en el momento en que Jean de Daillon se convirtió en dueño del lugar. El proyecto de renovación fue confiado a Jean Gendrot, arquitecto del rey René. La fachada suroriental, conocida como François I, es testimonio de esta época. Comporta ventanas geminadas enmarcadas por pilastras y frontones elegamente decorados, al estilo del Renacimiento italiano. Una serie de medallones con figuras salientes adornan los parteluces de la fachada. Los puercoespines, símbolos de Luis XII, son visibles entre los arcos y recuerdan la época de las obras. La fachada y las torres redondas masivas que lo rodean están coronadas por matacanes y están conectadas por tres bandas esculpidas.

### El patio de honor
Ordenado en forma de herradura, el patio de honor data de principios del siglo XVII en un estilo de transición de finales del Renacimiento francés. Las pilastras enmarcan las ventanas con parteluz que están incrustadas con placas de mármoles negros y rosados. Los capiteles que coronan las pilastras están ricamente decorados con motivos vegetales.

### La fachada delsigloXVIII
En 1785, la marquesa de La Vieuville heredó el castillo del Lude y emprendió una amplia obra de restauración. La fachada este, construida en 1787 frente al espolón que domina el río Loir, es obra del arquitecto Jean-Benoît-Vincent Barré. Presenta las características de la arquitectura neoclásica vigente en la época de Luis XVI y se eleva en tres niveles. El cuerpo central está ligeramente separado del resto de la fachada. Flanqueado por dos pabellones, está decorado con nichos y medallones que recuerdan el registro decorativo de las otras fachadas, y coronado por un gran frontón triangular decorado con las armas de Talhouët - La Vieuville.

### La fachada neogótica
La fachada norte, con vistas a la ciudad, fue construida por Jean Gendrot en el Renacimiento. Fue restaurada y retomada por el arquitecto Pierre-Félix Delarue en estilo neogótico desde 1853. Está ornada con dos balcones de piedra y dos buhardillas de piedra con gabletes y pináculos. La fachada también presenta elementos decorativos, incluyendo una estatua ecuestre de Jean de Daillon y un puercoespín enmarcado por motivos vegetales en el centro de la torre noreste.

### Los comunes
Construidos en el siglo XVII, las casas comunes albergan los establos abovedados y un granero de trigo que conserva una carpintería en madera de la época. El conjunto de los comunes, así como los dos pabellones de entrada o porterías, fueron inscritos como monumento histórico por decreto del 28 de octubre de 1992.

Vistas exteriores
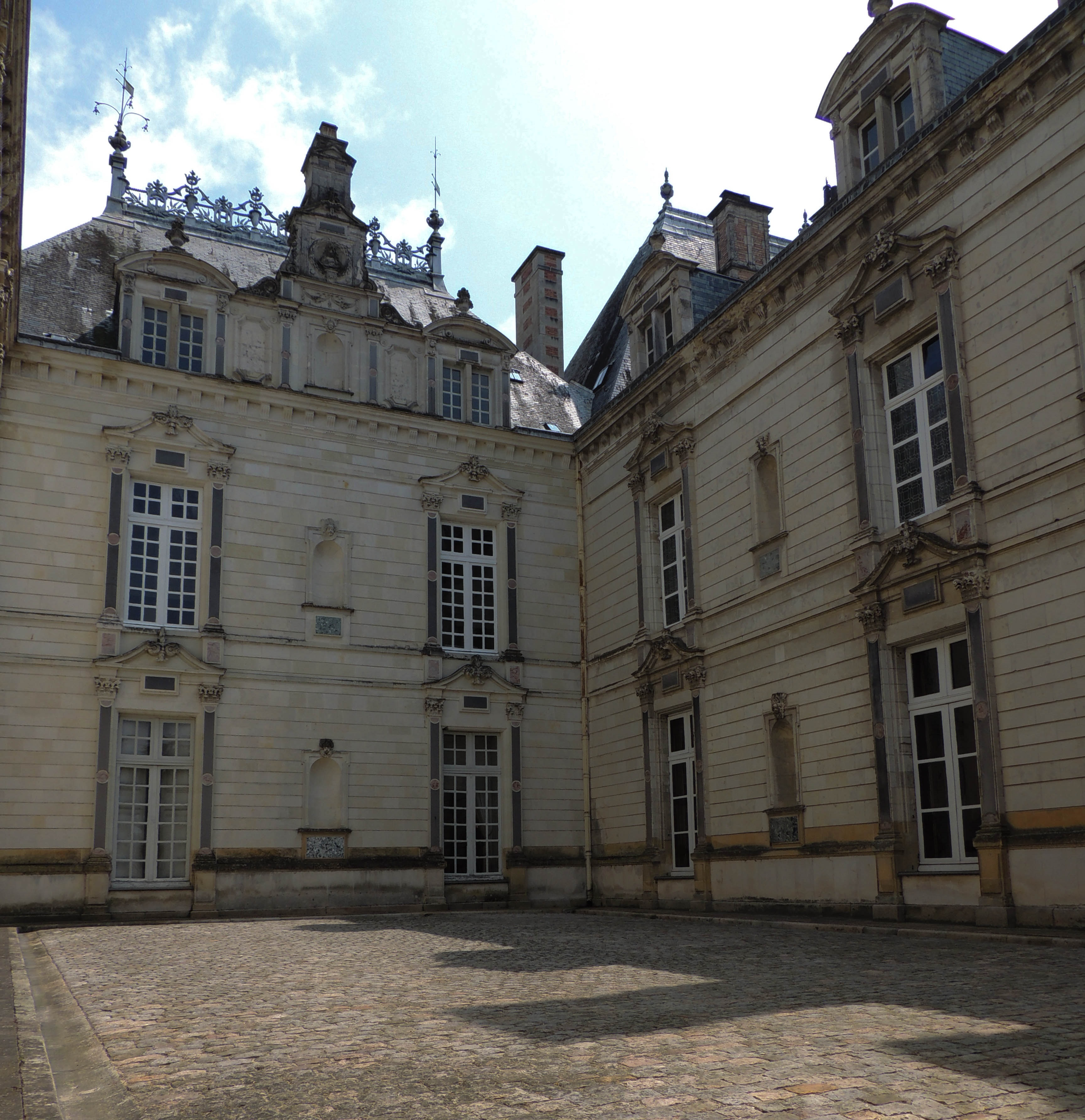
El patio de honor
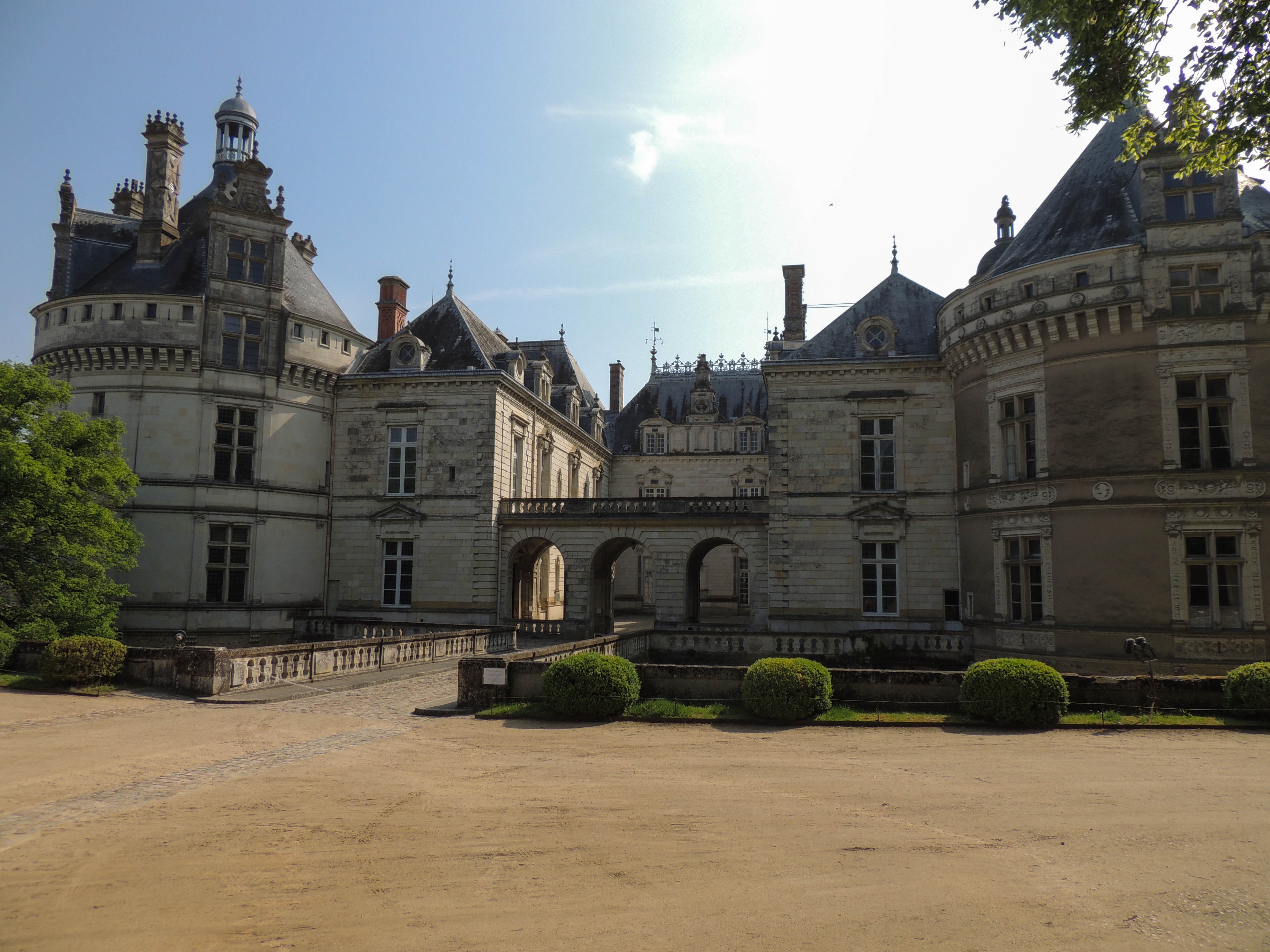
La fachada oeste, a la entrada del château
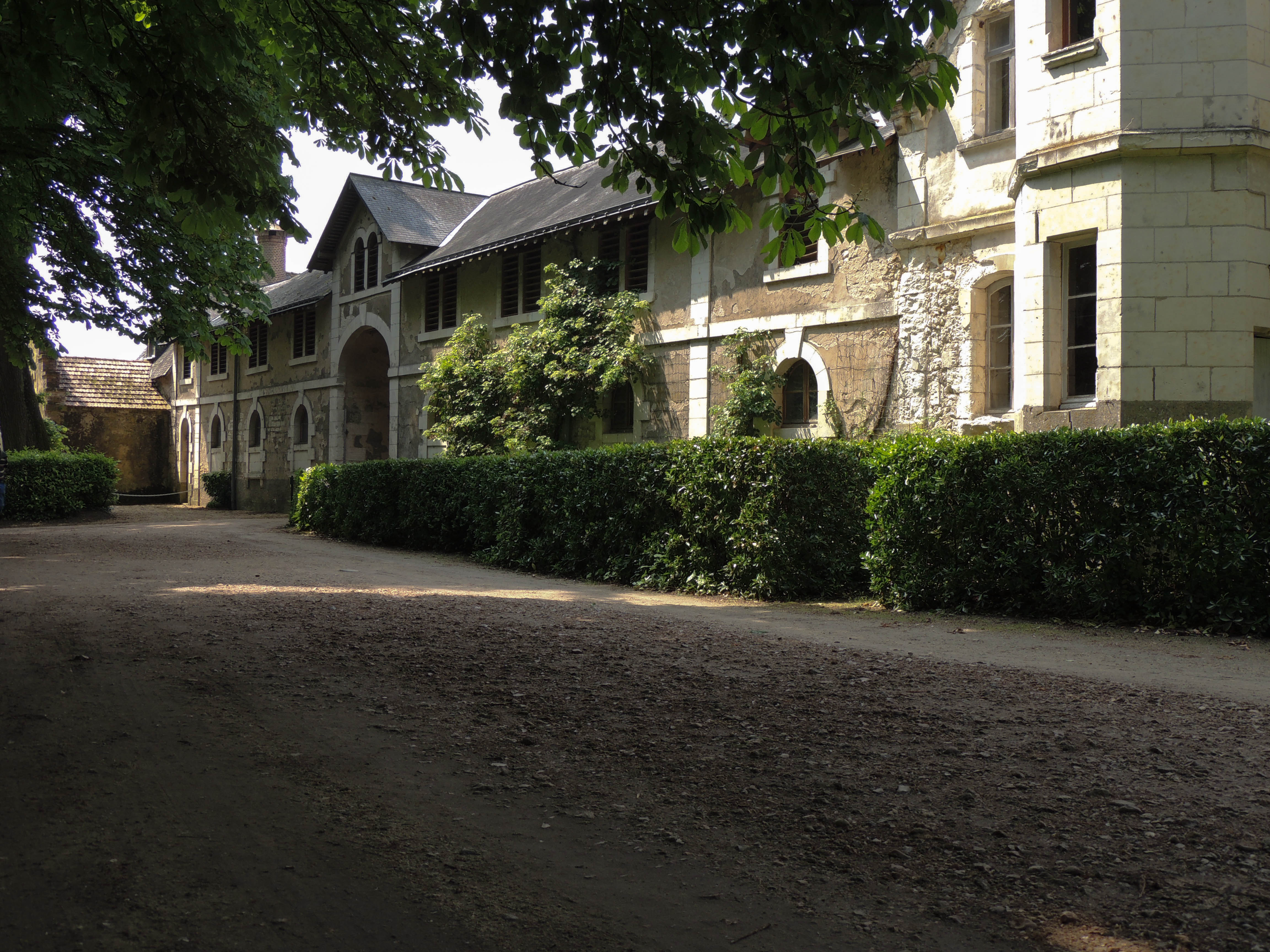
Los comunes en los bordes del château
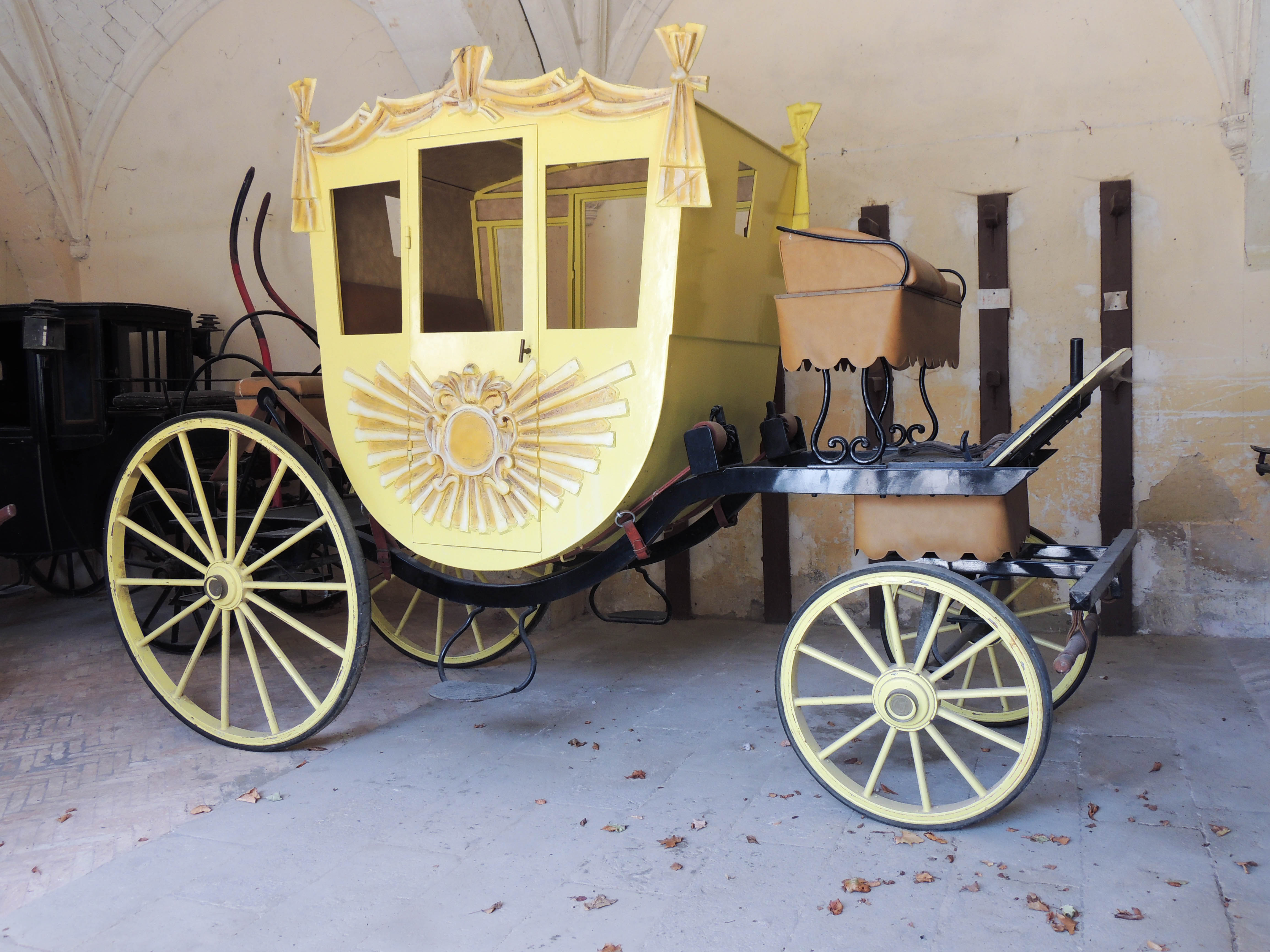
Una carroza conservada en los establos
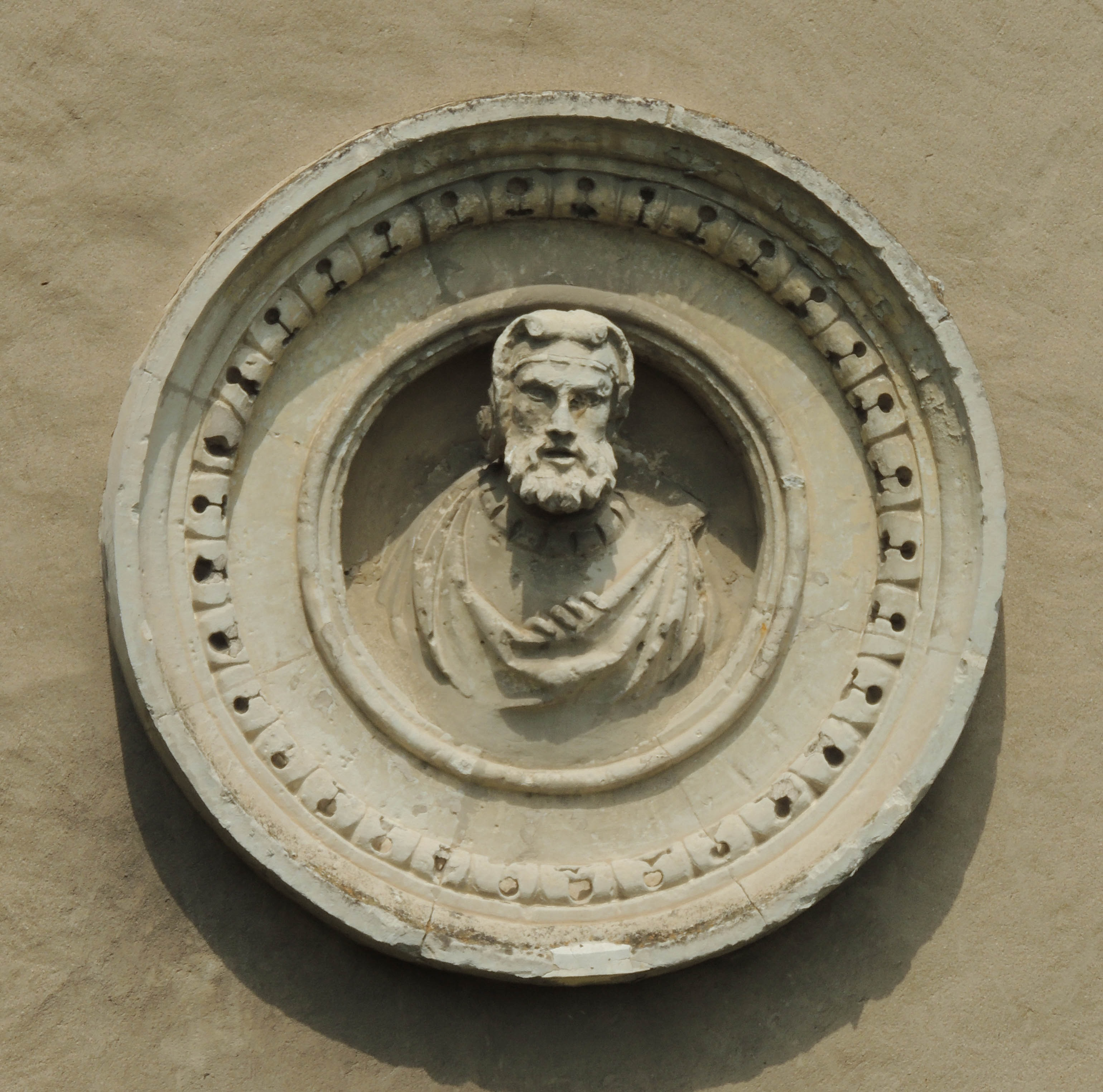
Detalle de la fachada renacentista

### Decoración interior

#### Vestíbulo
La entrada se hace a través del vestíbulo ubicado en el ala norte del castillo; ricamente decorado en el estilo del Renacimiento, está cubierto con un plafond à caissons en piedra donde alternan las armas de los Daillon y la letra «D»; da acceso a la torre noroeste, levantada entre 1854 y 1855, por una escalera monumental en piedra.
A ss pies reina una copia antigua de la estatua llamada «Ange du Lude» ("Ángel del Lude"), diseñada por el artillero del rey Jean Barbet en Lyon en 1475 para servir de veleta en la Sainte-Chapelle de París, antes de ser instalada en el castillo —de ahí este nombre— por el marqués de Talhouët en el siglo XIX. A principios del siguiente siglo, el financiero y famoso coleccionista estadounidense John Pierpont Morgan compró la estatua a George Hoentschel The Frick Collection de New York.
Esta obra, de la que se conserva una fotografía antigua de un elenco del antiguo Museo del Trocadero en París, que es la escultura de bronce más grande conocida del siglo XV, es citada por René Gimpel en su cuaderno el 2 de abril de 1918, donde el comerciante de arte la comparó con un ángel de plomo del siglo XIV comprado alrededor de 1910 con Nathan Wildenstein en «un pequeño anticuario en Versalles»; los dos socios reemplazaron la trompeta que faltaba; el conde de Bryas le dijo que había visto esta estatua cuarenta años antes en Boulogne-sur-Seine, en el jardín del hijo o nieto del arquitecto jefe de la catedral de Chartres, quien la robó durante el fuego de su techo (1836); Wildenstein se la vendió a Mr. Hennessy (Gimpel, Journal d'un collectionneur marchand de tableaux, [Diario de un coleccionista de pinturas], Calmann-Lévy, 1963, p. 31). Figuró en la exposición Chevaliers et bombardes. D'Azincourt à Marignan, 1415-1515 en el Musée de l'Armée de París del 7 de octubre de 2015 al 24 de enero de 2016 ("La Gazette de l'Hôtel Drouot" n.º 39 - 13 de noviembre de 2015, p. 306).
Bajo la escalera, un yacente del siglo XV, clasificado como monumento histórico en el título de objeto, está colocado a la derecha de la puerta de la biblioteca, acondicionada en el siglo XIX.
Pierpont Morgan adquirió otro objeto de arte extremadamente raro también descubierto en el castillo a fines del siglo XIX: es el jarro de cerámica llamado de Saint-Porchaire (Poitou, ca. 1550 - New-York, Metropolitan Museum of Art); probablemente inspirado en el modelo de orfebrería, de 26,2 m de alto y sin tapa, esta pieza fue copiada en 1909 por el ceramista Edouard Knoepflin (1861-1945), sucesor de su colega Prosper Jouneau como profesor en el escuela de dibujo de Parthenay (Deux-Sèvres) de 1902 a 1916 (museo Georges Turpin en Parthenay, reproducción en color en Le Courrier de l'Ouest, 25 de octubre de 201); la jarra renacentista fue reproducida en color por Leonard N. Amico en À la recherche du paradis terrestre - Bernard Palissy et ses continuateurs (París, Flammarion, 1996, cliché n.º 116, p. 138).
En 1893 o 1894 también fue «encontrado» en el castillo un fragmento de copa (el pie ha sido restituido) que llevaba en el interior las armas de los Montmorency-Laval en el barrio franco de Beaumont, del que el historiador de arte Léon Palustre, quien tomó tres fotografías en el lugar, calificó «de la plus belle époque de Saint-Porchaire» [de la época más bella de Saint-Porchaire] en su carta fechada en Tours el 24 de enero de 1894 dirigida probablemente al erudito Edmond Bonaffé (museo de Bressuire / fondos Charles Merle - dos de los tres clichés son reproducido en el catálogo de la exposición Renaissance de la faience de Saint-Porchaire, en el museo Georges Turpin de Parthenay del 11 de febrero de 2004 al 25 de julio de 2005, pág. 23 y 118, que cita el artículo Barbou, Sturman A lost cup of Saint-Pochaire Pottery., etc. de 1996).

#### Salas de recepción
Las salas de recepción, ubicadas en la planta baja, están decoradas con el espíritu de las fachadas a las que pertenecen. La ornamentación renacentista de las alas norte y sur se alterna con la decoración neoclásica de los salones del ala de Luis XVI25.

#### Studiolo
El oratorio situado en la planta baja de la torre suroeste alberga un gabinete de pinturas diseñado para la duquesa del Lude por la escuela de Rafael en el siglo XVI. Este es un ejemplo único de studiolo a la italiana en un castillo francés. Los muros y la bóveda del studiolo están completamente pintados. Estas pinturas fueron descubiertas en 1853 bajo un techo suspendido de yeso donde se habían ocultado poco antes del Revolución.· Las dimensiones del studiolo, de forma rectangular, son bastante pequeñas: 3,20 m de largo, 2,40 m de ancho y 3 m de altura. Una única ventana permite que la luz exterior penetre en ella.
Las pinturas que recubren las paredes están dispuestas en tres pisos. En la parte inferior, se presentan bajo la forma de lambris con una altura de 90 cm. Las pinturas del piso medio se agrupan en siete compartimentos rectangulares que miden 1,20 m de altura. Cada una de estas siete pinturas constituye las siguientes escenas completas: el Triomphe de la chasteté [Triunfo de la castidad], el Arche de Noé [Arca de Noé], una escena de caza, el vœu de Jephté [voto de Jefté], Jacob au puits, una escena en dos actos en la que una mujer saborea las frutas de una mesa así como una escena de la légende de Jehan Daillon.
Las pinturas del piso superior, situadas inmediatamente debajo de la bóveda, se componen de diez tablas insertadas en compartimientos semilunares de formato restringido. Cada una de estas tablas presenta una escena de la vida de José, hijo de Jacob. La bóveda está dividida en dos partes desiguales separadas por un arco doble: una bóveda entera en el lado de la ventana, compuesta de ocho voûtains, así como una semibóveda en el lado opuesto compuesta de cuatro bóvedas. Las decoraciones entre las nervaduras de la bóveda están constituidas por una maraña de motivos vegetales (follajes, flores o frutos), de figuras y humanas o animales y de drapeados (baldaquinos, pórticos o hamacas).

#### Cocinas y sótano
Las cocinas del castillo están instaladas en el sótano, en el segundo piso del foso. Abovedadas, datan del siglo XV y fueron restauradas en 1993. Conservan las chimeneas, el pozo y el horno de pan del Renacimiento, así como los hornos de hierro fundido y el montacargas del siglo XIX. La base de los fosos está dedicada a las bodegas. El grosor de los muros medievales y las troneras aseguran la temperatura ambiente y la aireación necesarias para la conservación del vino.

## Parque y jardines

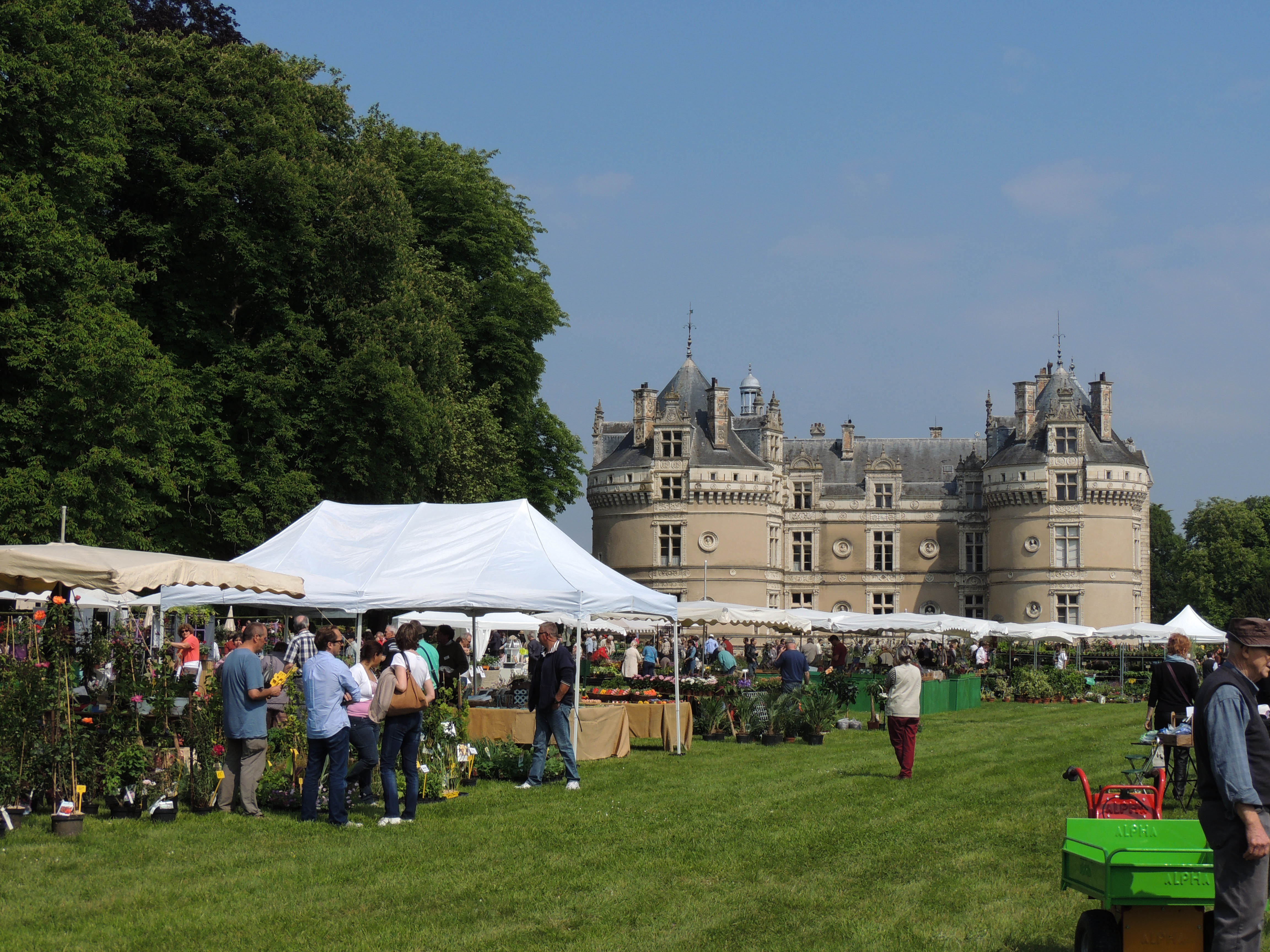
La «Fête des jardiniers», en el mes de junio

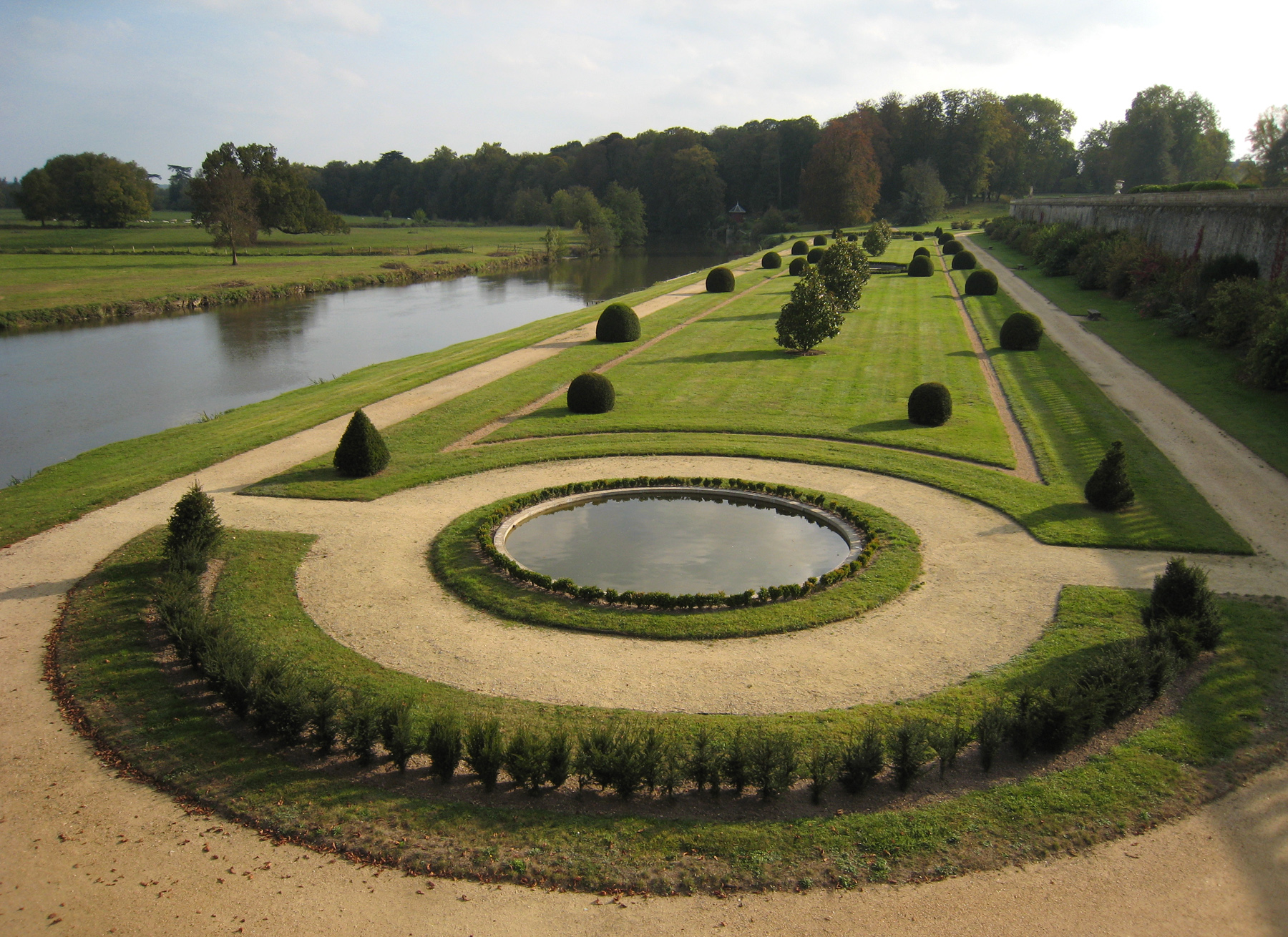
El jardín bajo

El parque y los jardines del château del Lude, que se extienden a lo largo de seis hectáreas, están clasificados como Jardin remarquable» (jardín notable) por el Ministerio de la Cultura. Los primeros acondicionamientos de los jardines datan del siglo XVII: las antiguas fortificaciones de la ciudad han servido de asiento de una gran terraza bordeada por una balaustrada de piedra que daba al Loir. Un siglo más tarde, los fosos entre el castillo y el espolón se rellenaron para crear un jardín colgante frente a la fachada de Luis XVI. En 1851, se instaló una máquina de elevación de agua en el borde del Loir para alimentar una red de canales de riego. Este sistema fue luego reemplazado por un tímpano hidráulico, inscrito en los monumentos históricos desde 2012. En 1882, el paisajista Édouard André transformó los bordes del castillo dibujando planos de jardines en el espíritu romántico de la época. Desde la década de 1980, los jardines del Lude han experimentado nuevas modificaciones y se articulan en torno a un jardín de rosas, de un jardín regular à la française, un jardín à l'anglaise y de una gran huerta.

### El jardín del Espolón
El jardín del Espolón debe su nombre a su posición sobre el espolón de mampostería construido frente al Loir para proteger la fortaleza. Fue creado en el siglo XVIII durante la construcción de la fachada de Luis XVI. El l jardín del Espolón fue rediseñado en 1997 por el arquitecto paisajista Augustin d'Ursel, hermano de la condesa Bárbara de Nicolaÿ, propietaria del castillo. Incluye una rosaleda y un laberinto bordeados con setos de tejo tallados. La colección de rosas, elaborada por la condesa, incluye rosas chinas, rosas de té e híbridos de té.·

### El jardín bajo
El jardín bajo se extiende a lo largo del río en un tramo de más de 200 m, al pie de la gran terraza y del espolón. Este jardin à la française se organiza alrededor de tejos cortados en topiaria, grandes estanques y magnolias talladas en pirámide. La disposición regular de este jardín contrasta con el parque agrícola que se extiende en el otro lado del Loira.

### El jardín de la fuente
Situado al final del jardín bajo, el jardín de la primavera debe su nombre a la presencia de un manantial enterrado debajo de una cueva. Creado en el siglo XIX, este jardín inglés de inspiración romántica está compuesto por plantas perennes de floración primaveral, que se despliegan alrededor de una roca y pabellón de inspiración china. Dejando el jardín de la primavera para volver al parque del castillo, una caminata botánica fue creada en 2008 por el botánico Jacky Pousse con especies arbóreas y arbustos de China o América, como los bereberes. Mahonias o arces. Una torre de agua se encuentra al final del paseo.

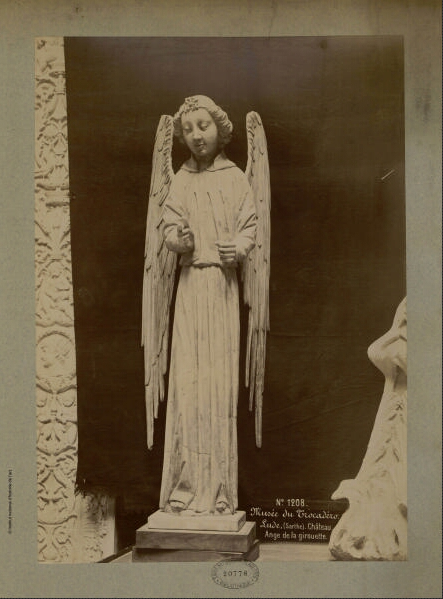
La estatua llamada «Ange du Lude».

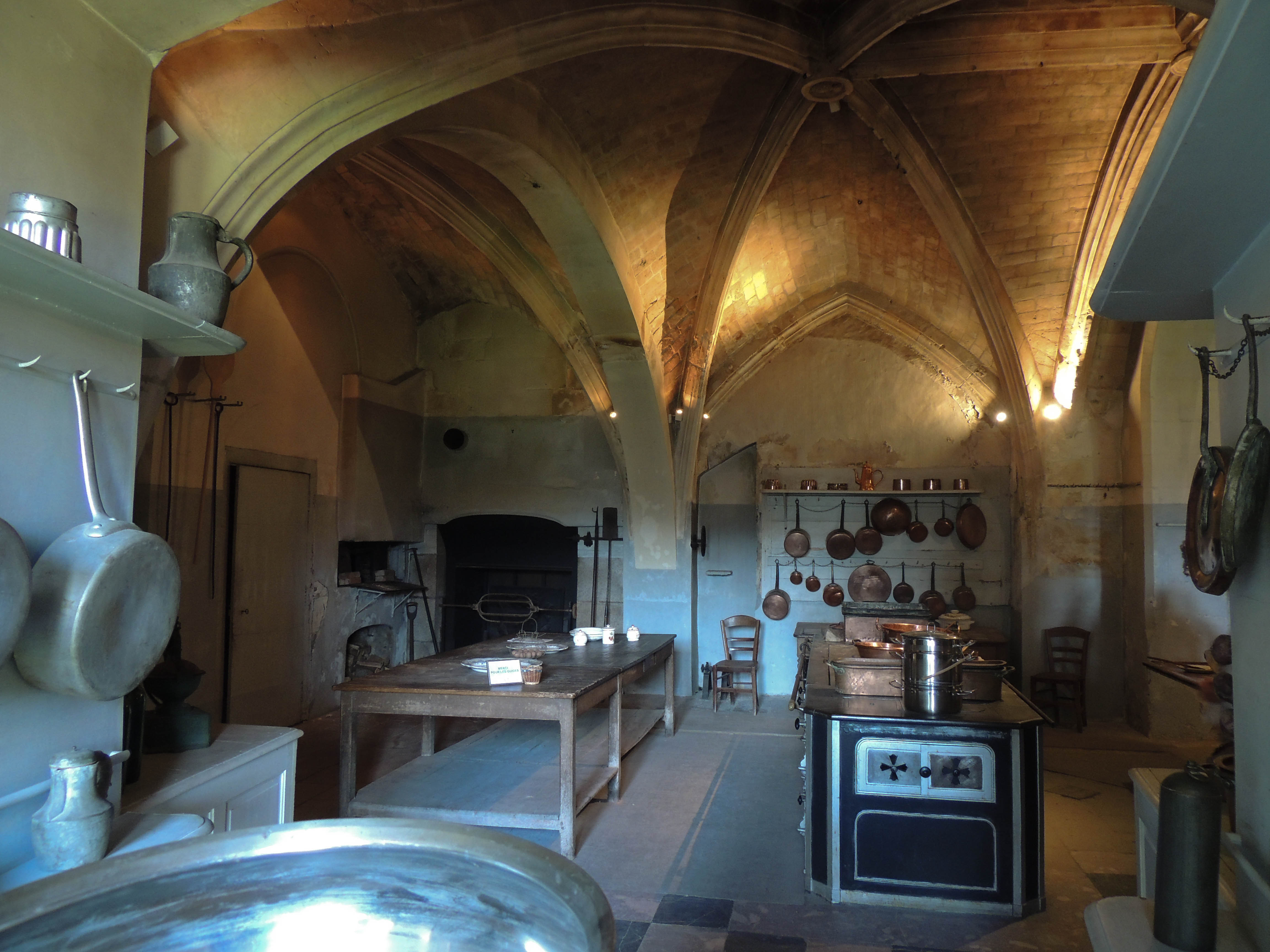
Las cocinas del, en la segunda planta de los fosos

#### Piezas de recepción
Les pièces de réception, situées au rez-de-chaussée, sont décorées dans l'esprit des façades dont elles relèvent. L'ornementation Renaissance des ailes nord et sud alterne ainsi avec le décor néoclassique des salons de l'aile Louis XVI.

### Le jardin de la source
Situé à l'extrémité du jardin bas, le jardin de la source doit son nom à la présence d'une source enfouie sous une grotte. Créé au XIXe siècle, ce jardin à l'anglaise d'inspiration romantique se compose de plantes vivaces à floraison printanière, qui se déploient autour d'une rocaille et d'un pavillon d'inspiration chinoise. En quittant le jardin de la source pour remonter vers le parc du château, une promenade botanique a été créée en 2008 par le botaniste Jacky Pousse avec des essences d'arbres et d'arbustes originaires de Chine ou d'Amérique, comme des Berbéris, des Mahonias ou des érables. Un château d'eau se dresse au bout de la promenade.

### El huerto
Diseñado por Édouard André en 1880, el huerto de dos hectáreas está acondicionado en tres terrazas. Alrededor del invernadero, casi 9000 m2 de tierras se usan para cultivar frutas y verduras raras o tradicionales. El huerto es la parte privada de los jardines del Lude, y solo está abierto en algunos de los eventos organizados en el castillo, como durante la Fête des jardiniers (Fiesta de los jardineros), durante las Journées potagères et gourmandes Días de Verduras y Gourmet o durante las Journées du patrimoine Jornadas de Patrimonio.